# Grande Guerra Patriótica

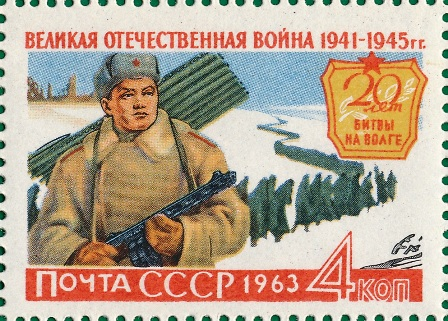
Selo soviético de 1963 celebrando os vinte anos da Batalha de Stalingrado.

A Grande Guerra Patriótica, (em russo:  Великая Отечественная война, transl. Вели́кая Оте́чественная война́, Velikaya Otechestvennaya voyna) é o termo utilizado na Rússia e  outras ex-repúblicas soviéticas (exceto pelos Países Bálticos, Geórgia, Azerbaijão e Ucrânia) para descrever o conflito e o esforço de guerra da URSS contra a Alemanha Nazista e seus aliados (Bulgária, Hungria, Itália, Romênia, Eslováquia, Finlândia, Croácia) ocorrida entre 1941 e 1945, na Segunda Guerra Mundial.
O nome "A Grande Guerra Patriótica" foi usado na União Soviética, após discurso de Stalin, transmitido pelo rádio para a toda a nação soviética, no dia 3 de julho de 1941.
Em 1914-1915 o nome da "Grande Guerra Patriótica" foi usado às vezes em publicações informais para designar a Primeira Guerra Mundial. A locução foi aplicada pela primeira vez à guerra entre a União Soviética e a Alemanha nos artigos do jornal Pravda, em 23 e 24 de junho de 1941.

## História
A Operação Barbarossa teve início em 22 de junho de 1941, quando três grupos de exércitos (totalizando mais de 191 divisões) da Alemanha e de seus aliados atravessaram as fronteiras da então União Soviética.
O Grupo de Exércitos Norte comandado por Wilhelm Ritter von Leeb tinha como objetivo ocupar as bases navais do Báltico e tomar Leningrado (atual São Petersburgo, segunda maior cidade do país e berço da revolução comunista). O Grupo de Exércitos Centro, comandando por Von Bock, visava avançar pela estrada de ferro de Varsóvia a Moscou, ocupando as cidades de Minsk, Smolensk, Viazma e Moscou (maior cidade e capital do estado soviético). O Grupo de Exércitos Sul, comandado por Gerd von Rundstedt, tinha a meta de ocupar toda a Ucrânia (o "celeiro" da nação, dada a sua grande produção de cereais). O avanço das tropas do Eixo foi fixado no seu avanço máximo em torno da linha que ia de Arkhangelsk, ao norte, até Astrakhan, ao sul.
O Exército Vermelho (assim chamado desde os tempos da guerra civil), apesar dos avisos provenientes de várias fontes, foi apanhado de surpresa, o que possibilitou um fácil e rápido avanço das forças invasoras. Passada a surpresa inicial,  o Exército Vermelho, sob a liderança de Stalin, conseguiu resistir, apesar de ter sofrido numerosas perdas humanas e materiais e de um terço do seu território na Europa (a mais rica e populosa) ter caído  em poder do inimigo. Calcula-se que perto de cinco milhões de soldados do Exército Vermelho tenham sido mortos, capturados ou feridos, nos primeiros seis meses da guerra.
Apesar das significativas vitórias dos exércitos do Eixo, nas batalhas de Minsk, Smolensk, Viazma e Kiev, entre outras, a tenacidade da resistência dos soldados soviéticos, acrescentada pela mobilização do povo soviético diante do inimigo, fez com que a máquina de guerra nazista não alcançasse seus principais objetivos, que eram destruir o exército soviético e conquistar as principais cidades do país: Leningrado e Moscou.